# Premio Amanda 2008
La XXIV edizione del premio cinematografico norvegese Premio Amanda (Amanda Awards in inglese) si tenne nel 2008.

## Vincitori
- Miglior film - Mannen som elsket Yngve
- Miglior film straniero - Il petroliere
- Miglior attore - Trond Espen Seim per Varg Veum - Falne engler
- Miglior attrice - Anni-Kristiina Juuso per Kautokeino-opprøret
- Miglior attore non protagonista - Espen Skjønberg per Il mondo di Horten
- Miglior attrice non protagonista - Ane Dahl Torp per Lønsj
- Miglior regista - Stian Kristiansen per Mannen som elsket Yngve
- Miglior sceneggiatore - Thomas Moldestad, Siv Rajendram per Varg Veum - Falne engler
- Miglior fotografia - Philip Øgaard per Kautokeino-opprøret
- Miglior sonoro - Petter Fladeby per Il mondo di Horten
- Miglior montaggio - Vidar Flataukan per Mannen som elsket Yngve
- Migliore colonna sonora - Mari Boine per Kautokeino-opprøret
- Miglior cortometraggio - Varde
- Miglior film per ragazzi - Mannen som elsket Yngve
- Miglior documentario - Blod & ære
- Premio onorario - Knut Erik Jensen